# 241A busz (Budapest)
A budapesti 241A jelzésű autóbusz  a Lomnici utca és a Városház tér között közlekedett. A viszonylatot a Budapesti Közlekedési Zrt. üzemeltette. A buszon elsőajtós felszállás volt érvényben.

## Története
A járat 2015. március 15-én indult. A korábbi 251-es járat helyett négy busz közlekedett felváltva, különböző útvonalakon:
241: Lomnici utca – Savoya Park
241A: Lomnici utca – Városház tér
251: Kelenföld vasútállomás M – Savoya Park
251A: Kelenföld vasútállomás M – Városház tér
2019. augusztus 5-étől csak hétvégén és ünnepnapokon közlekedett.
2023. március 26-án megszűnt, helyette a 251-es, 251A és az újonnan indult 251E buszok közlekednek.

## Útvonala
| Városház tér felé |
| Lomnici utca vá. – Vincellér út – Tatárka utca – Panoráma utca – Plébánia utca – Savoyai Jenő tér – Kossuth Lajos utca – Kuruc köz – Városház tér – Városház tér vá.                                |
| Lomnici utca felé |
| Városház tér vá. – Városház tér – Mihalik Sándor utca – Mária Terézia utca – Leányka utca – Törley tér – Anna utca – Plébánia utca – Panoráma utca – Tatárka utca – Vincellér út – Lomnici utca vá. |

## Megállóhelyei
Az átszállási kapcsolatok között Lomnici utca és a Városház tér között azonos útvonalon közlekedő 241-es, 251-es és 251A járatok nincsenek feltüntetve.
| 0 | Lomnici utca végállomás          | 8 | 150                                                                                              |
| 1 | Tatárka utca                     | 7 |                                                                                                  |
| 2 | Alkotmány utca                   | 6 |                                                                                                  |
| 3 | Galamb utca                      | 5 |                                                                                                  |
| 4 | Plébánia utca                    | 3 |                                                                                                  |
| ∫ | Savoyai Jenő tér (Plébánia utca) | 2 |                                                                                                  |
| ∫ | Savoyai Jenő tér (Törley tér)    | 1 | 250B                                                                                             |
| 5 | Savoyai Jenő tér                 | 1 | 33, 58, 114, 133E, 141, 158, 213, 250, 250B 47                                                   |
| ∫ | Budafoki Szomszédok Piaca        | 0 | 33, 58, 114, 133E, 141, 158, 213, 250, 250B 47 S30 , S36 , S40 , S42 , G43 (Budafok megállóhely) |
| 7 | Városház tér                     | ∫ | 33, 58, 114, 133E, 141, 158, 213, 250, 250B 47 S30 , S36 , S40 , S42 , G43 (Budafok megállóhely) |
| 8 | Városház tér végállomás          | 0 | 33, 58, 114, 133E, 141, 158, 213, 250, 250B 47 S30 , S36 , S40 , S42 , G43 (Budafok megállóhely) |